# Jan Makarovič
Jan Makarovič, slovenski psiholog in sociolog, * 26. maj 1934, Maribor, † 17.? december 2018.

## Življenje in delo
Leta 1959 je diplomiral iz psihologije na Filozofski fakulteti v Ljubljani. Kot psiholog je bil zaposlen na Zavodu za zaposlovanje v Kranju in nato v Ljubljani. Bil je prvi poklicni svetovalec za akademske poklice v Sloveniji.
Razvil je slovenski sistem odkrivanja in štipendiranja nadarjenih otrok, znan kot Zoisova štipendija, ki se je izvajal od 1986 do 2007 in je bil tudi rezultat empirične raziskave, v kateri je Jan Makarovič prek tisoč učencev spremljal od 1975, ko so zaključili zadnji razred osnovne šole, pa do njihovega poklica. Z raziskavo je 1982 doktoriral iz sociologije pri Zdravku Mlinarju; izsledki so izšli tudi v monografski obliki. Preučeval je kreativnost otrok, poklicno odločanje, osebni razvoj, družbeno neenakost ter realizacijo intelektualnih potencialov kot poseben vidik samoaktualizacije posameznika ter zasnoval izvirno teorijo človekove ustvarjalnosti in razvoja, ki jo je ražiril še na splošnejšo raven in zajel razvoj sveta kot celote, od Velikega poka naprej. V svojih dvajsetih objavljenih in dveh še neobjavljenih knjižnih delih se je posvečal predvsem vprašanjem logike družbenega razvoja v kar najširšem prostorskem in časovnem okviru ter s posebnim ozirom na specifične probleme slovenstva. Od leta 1971 do 1999, ko se je upokojil, je deloval in predaval na FSPN oz. pozneje Fakulteti za družbene vede Univerze v Ljubljani (kot redni profesor od 1989), kjer je utemeljil predmete sociologija mladine, sociologija ustvarjalnosti in antropologija spolov, nato pa nadaljeval predavateljsko pot na Fakulteti za uporabne družbene študije Univerze v Novi Gorici. 
Bil je brat umetnostnega zgodovinarja in etnologa Gorazda Makaroviča (*1936) in pesnice Svetlane Makarovič ter oče sociologa in publicista Mateja Makaroviča.

## Objave

### Monografije
- 2017 Zgodbe Svetega pisma : zgodovina dveh nenavadnih narodov
- 2013 Avantura sveta
- 2009 Stvarjenje človeka : Antropologija ljubezni
- 2003 Antropologija ustvarjalnosti : biologija, psihologija, družba, Ljubljana: Nova revija. 350 str. (COBISS)
- 1998 Od Črne boginje do Sina božjega : slovensko ozemlje kot sotočje verskih tokov
- 1996 Evropske korenine slovenske ustvarjalnosti
- 1996 Grenki kruh
- 1993 Logika dela : zgodovina in prihodnost
- 1986 Sla po neskončnosti : človek kot ustvarjalec. Maribor: Obzorja. 295 str. (COBISS)
- 1988 Kritika krščanske ljubezni. Maribor: Obzorja. 229 str. (COBISS)
- 1984 Družbena neenakost, šolanje in talenti, (Sociološka in politološka knjižnica, 17). Maribor: Obzorja, 223 str. (COBISS)
- 1984 Misel in sporočilo: kako uspešno študirati, raziskovati in predstaviti svoje ideje. Ljubljana: DDU Unverzum. 159 str. (COBISS)
- 1983 Mladi iz preteklosti v prihodnost : pogled na zgodovino človeštva z vidika odnosov med generacijami. Ljubljana: Univerzum, 229 str. (COBISS)
- 1975, 1981 Vzgoja za samoupravljanje
- 1972 Motivacija za družbeno izobraževanje
- 1971 Za kateri poklic si poklican?
- 1967 Kako naj se dekle uveljavi v življenju
- 1965, 1967 Otrok pred izbiro poklica

### Izbrani članki
- 2018 Generacijski in družbeni ritmi – nauk leta 1968
- 2011 Iz zgodovine vesolja v prihodnost človeštva. Teor. praksa, okt. 2011, letn. 48, jub. št., str. 1356-1371. (COBISS)
- 2003 Realizacija talenta : od človeškega do socialnega kapitala. Pedagoš. obz., , letn. 18, št. 3/4, str. [3]-12. (COBISS)
- 2003 Ekscentrični narod na ekscentričnem kontinentu. Nova revija, apr./maj, let. 22, št. 252/253, str. 110-124. (COBISS)
- 2002 Nadarjenost v psihološkem in družbenem kontekstu. Pedagoš. obz., letn. 17, št. 2, str. [3]-11. (COBISS)
- 2000 The slovenian approach to talent identification and social inequality. V: KRAMBERGER, Anton (ur.). Mechanisms of social differentiation in Slovenia: special issue, (Družboslovne razprave, Let. 16, št. 32/33). Ljubljana: Univerza v Ljubljani, Fakulteta za družbene vede: Slovensko sociološko društvo, 2000, str. 72-83, graf. prik. http://dk.fdv.uni-lj.si/dr/dr32-33makarovic.PDF. (COBISS)
- 1988 Dediščina predindustrijske politične kulture. Teor. praksa, let. 25, št. 3/4, str. 486-490. (COBISS)

### Strokovna poročila
- 1988 Izdelava instrumentarija za odkrivanje nadarjenih. Ljubljana: Raziskovalni inštitut FSPN, 123, 23, [8] f., tabele. (COBISS)

### Prispevek na mednarodni konferenci
- 1996 Identifying talent in Slovenia - 30 years experience. Vienna: 5th ECHA - Creativity and culture. Talent development in the arts and sciences, 19-22 October. (COBISS)